# Auferstehungskirche (Oberkassel)

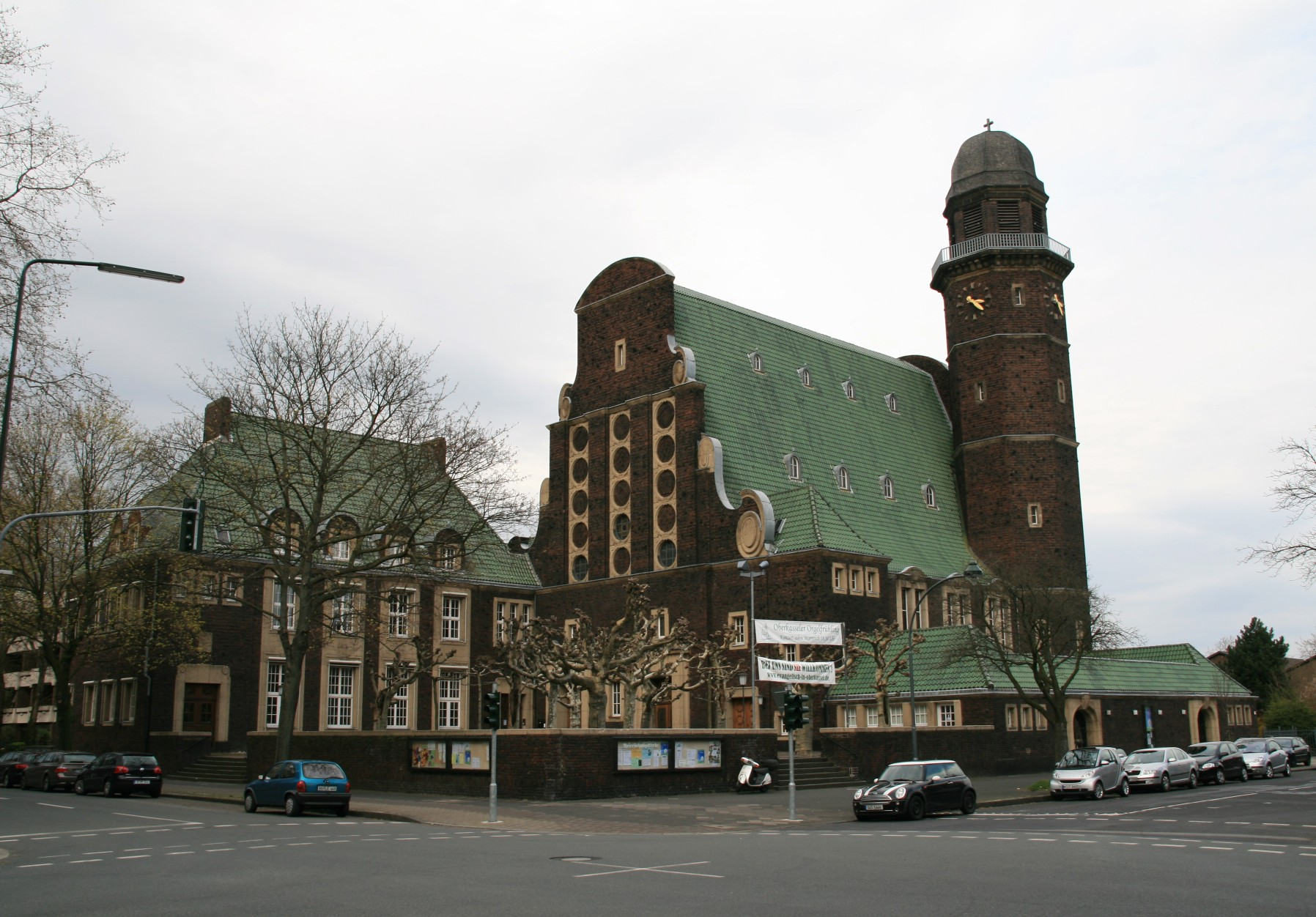
Auferstehungskirche

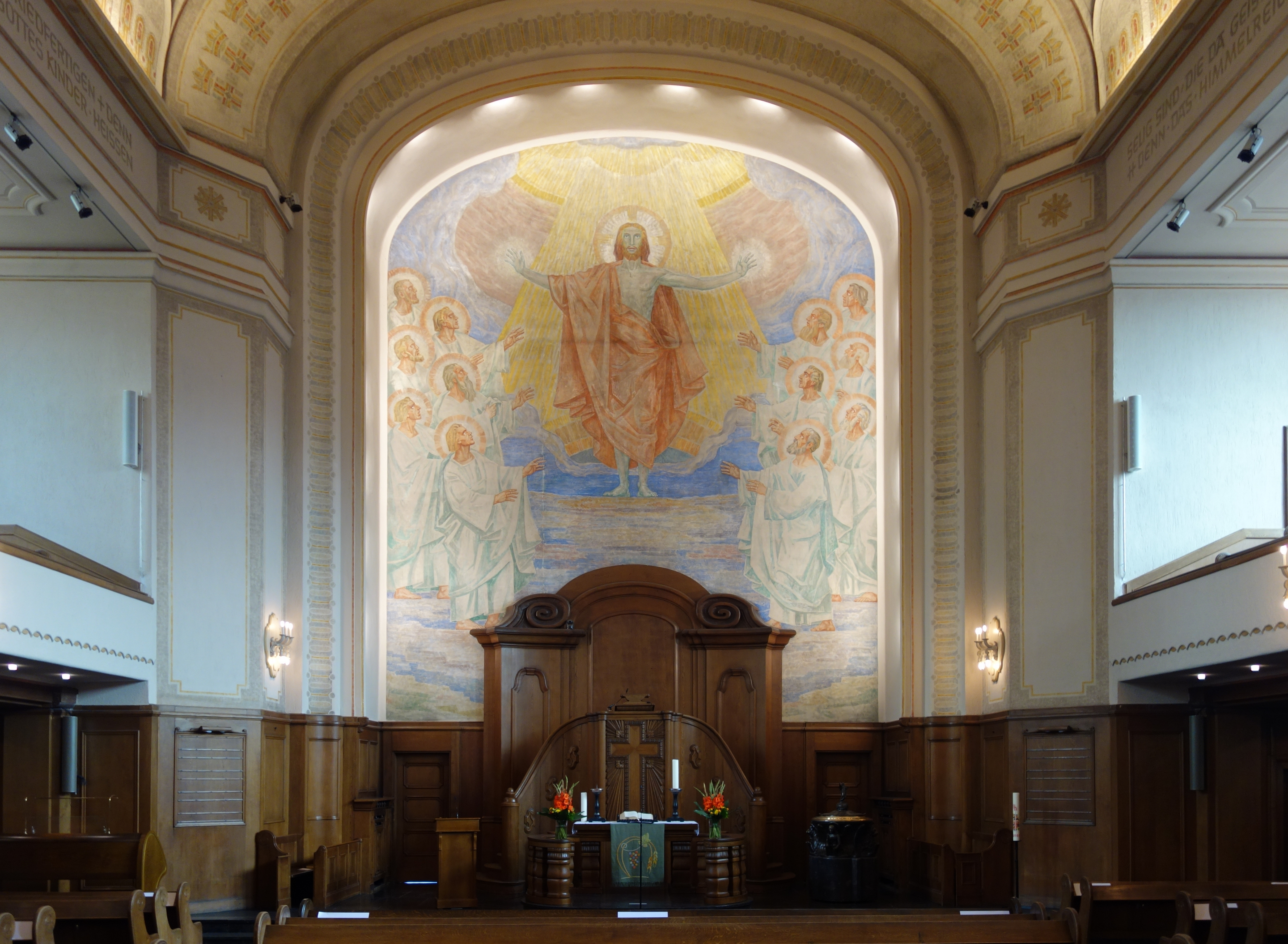
Innenraum der Auferstehungskirche

Die evangelische Auferstehungskirche in Düsseldorf-Oberkassel, auf dem Eckgrundstück Arnulfstraße/Quirinstraße, ist ein architekturgeschichtlich wichtiges Zeugnis des Jugendstils, das auf die rheinische Backsteinarchitektur der 1920er Jahre vorausweist. Sie steht unter Denkmalschutz. Sie wurde zwischen 1913 und 1914 nach Entwurf der Düsseldorfer Architekten Rudolf Wilhelm Verheyen und Julius Stobbe errichtet und an Christi Himmelfahrt 1914 eingeweiht.
Kirche, Pfarrhaus, Gemeindesaal und Verwaltungsgebäude sind zu einem baulichen Ensemble aus unverputztem Backstein mit Natursteingliederungen unter grünglasierten Ziegeldächern zusammengefasst – für die damalige Zeit ein Novum. Die Kirche, ein Saalbau mit Emporen, präsentiert sich mit hohem barockisierendem Volutengiebel mit Jugendstilornamenten und einem herausgerückten oktogonalen Turm mit Bläsergalerie. Traditionell findet am Heiligen Abend um Mitternacht ein Turmblasen statt.
Das Wandgemälde „Der Auferstandene zwischen den Aposteln“ an der Altarrückwand stammt von Heinrich Rüter und wurde nach dem Ersten Weltkrieg realisiert (um 1924). Um 1956 erfolgte die Restaurierung der Wandmalereien durch Rüters Schüler Walter Heinrich Putfarken (1908–1984).

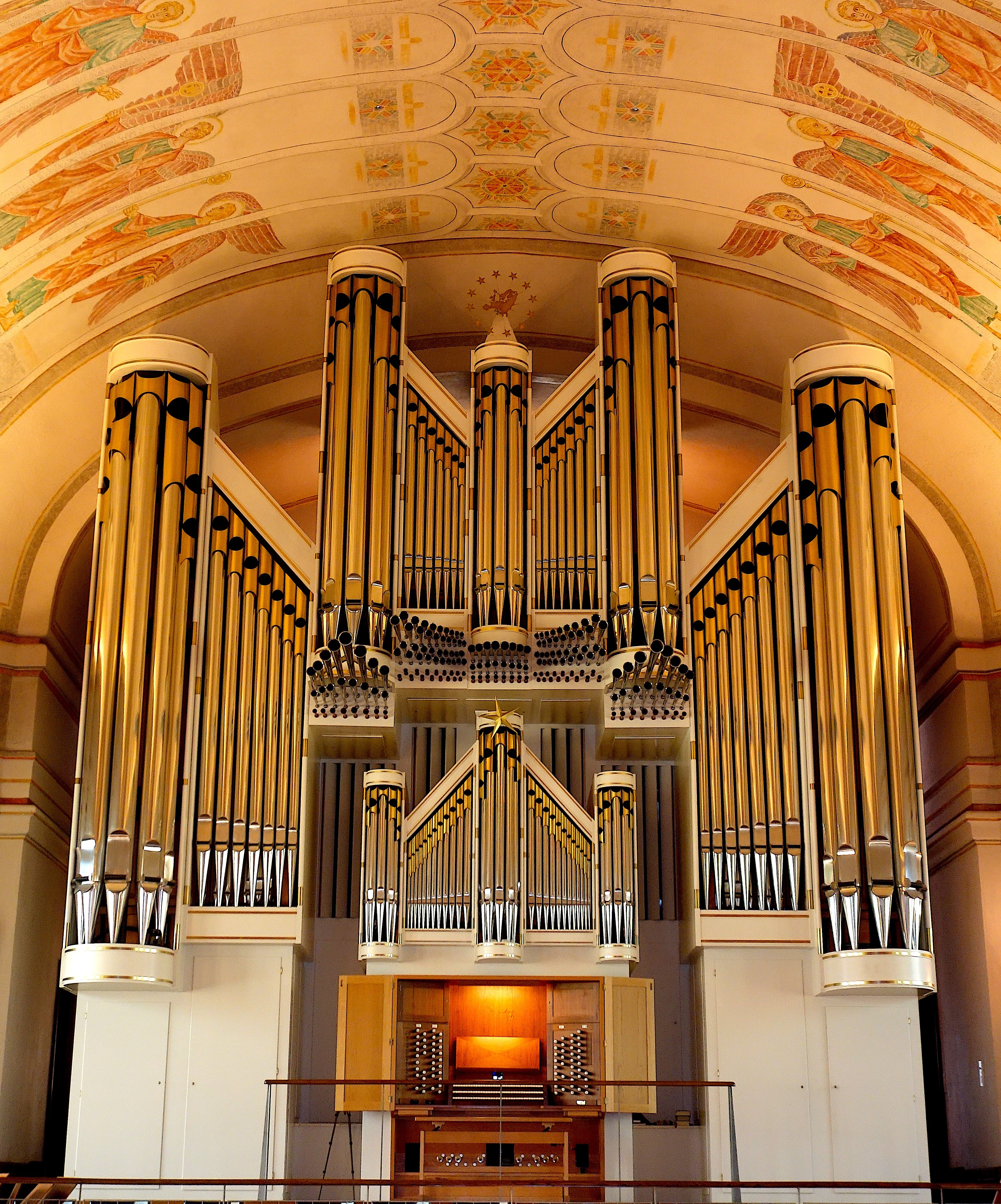
Die Sauer-Orgel in der Auferstehungskirche

## Europa-Orgel „Felix Mendelssohn“
Im Jahr 2004 erbaute die Firma W. Sauer Orgelbau (Frankfurt/Oder) die sog. Europa-Orgel „Felix Mendelssohn“.
Mit der Bezeichnung als Europa-Orgel sollte die Farbenvielfalt der Disposition mit Registern aus unterschiedlichen europäischen Regionen bzw. für unterschiedliche musikalische Stilrichtungen zum Ausdruck kommen (spanische Trompeten, italienische Schwebestimmen, Register im französisch- und deutsch-romantischen Stil). Eine Besonderheit sind die modernen Register Saxophon 8′, Blues-Quarte II (1 1⁄7′ &  16⁄19′) und Guarneri-Terz (1 13⁄19′), sowie die „Kawalflöte 4′“ (Balkan).
Im Weiteren erinnert die Orgel durch ihren Namen an Felix Mendelssohn Bartholdy, der von 1833 bis 1835 in Düsseldorf als städtischer Musikdirektor tätig war und das Musikleben prägte.
Das Instrument hat 65 Register auf drei Manualen und Pedal, mechanische Schleifladen, mechanische und elektrische Ton- und Registertrakturen. Die Orgel ist voll MIDIfähig und ermöglicht so das Aufzeichnen und Wiedergeben des Spiels, sowie alle weiteren Möglichkeiten, die sich aus der Verbindung mit einem PC ergeben.
Seit 2019 gibt es zusätzlich einen mobilen Spieltisch.
| I Hauptwerk C–c4 |                   |         |
| 01.              | Principal         | 16′     |
| 02.              | Principal         | 08′     |
| 03.              | Flûte harmonique  | 08′     |
| 04.              | Bordun            | 08′     |
| 05.              | Gamba             | 08′     |
| 06.              | Voce humane       | 08′     |
| 07.              | Octave            | 04′     |
| 08.              | Nachthorn         | 04′     |
| 09.              | Quinte            | 02 ⁄3′  |
| 10.              | Octave            | 02′     |
| 11.              | Mixtur Major VI 0 | 02 ⁄3′  |
| 12.              | Mixtur Minor IV   | 01 ⁄3′  |
| 13.              | Buntcymbel IV     | 01′     |
| 14.              | Cornet V          | 08′     |
| 15.              | Fagott            | 16′     |
| 16.              | Saxophon          | 08′     |
| 17.              | En chamade        | 04′/16′ |
| 18.              | En chamade        | 08′     |
| 19.              | Orlos             | 08′     |
|                  | Tremulant         |         |

| II Positiv C–c4 |                   |        |
| 20.             | Praestant         | 08′    |
| 21.             | Holzgedackt       | 08′    |
| 22.             | Quintadena        | 08′    |
| 23.             | Ital. Principal   | 04′    |
| 24.             | Rohrflöte         | 04′    |
| 25.             | Octave            | 02′    |
| 26.             | Blockflöte        | 02′    |
| 27.             | Sesquialtera II   | 02 ⁄3′ |
| 28.             | Sifflöte          | 01 ⁄3′ |
| 29.             | Blues-Quarte II 0 | 01 ⁄7′ |
| 30.             | Scharff IV        | 01′    |
| 31.             | Bärpfeife         | 16′    |
| 32.             | Krummhorn         | 08′    |
|                 | Tremulant         |        |

| III Schwellwerk C–c4 |                     |           |
| 33.                  | Bordun              | 16′       |
| 34.                  | Geigenprincipal     | 08′       |
| 35.                  | Gedackt             | 08′       |
| 36.                  | Salicional          | 08′       |
| 37.                  | Schwebung           | 08′       |
| 38.                  | Octave              | 04′       |
| 39.                  | Kawalflöte          | 04′       |
| 40.                  | Fugara              | 04′       |
| 41.                  | Nasard              | 02 ⁄3′    |
| 42.                  | Waldflöte           | 02′       |
| 43.                  | Tierce              | 01 3⁄5′   |
| 44.                  | Guarneri-Terz       | 01 13⁄19′ |
| 45.                  | Piccolo             | 01′       |
| 46.                  | Mixtur V            | 02′       |
| 47.                  | Bombarde            | 16′       |
| 48.                  | Trompete            | 08′       |
| 49.                  | Oboe                | 08′       |
| 50.                  | Clarinette          | 08′       |
| 51.                  | Clairon en fuerte 0 | 04′       |
|                      | Tremulant           |           |

| Pedalwerk C–f1 |                        |         |
| 52.            | Subkontrabass          | 32′     |
| 53.            | Principalbass          | 16′     |
| 54.            | Subbass                | 16′     |
| 55.            | Salicetbass            | 16′     |
| 56.            | Octavbass              | 08′     |
| 57.            | Bassflöte              | 08′     |
| 58.            | Cello                  | 08′     |
| 59.            | Flute de Pedale        | 04′     |
| 60.            | Nachthorn              | 02′     |
| 61.            | Großsesquialtera III   | 05 1⁄3′ |
| 62.            | Contrafagott           | 32′     |
| 63.            | Posaune                | 16′     |
| 64.            | Trompete               | 08′     |
| 65.            | Trompete               | 04′     |
|                | Tremulant (Kleinpedal) |         |

- Nebenregister: Zimbelstern, Carillon, Europhon, Nachtigall, Kukuck
- Koppeln:
  - Normalkoppeln: II/I, III/I, III/II, I/P, II/P, III/P (mechanisch & elektrisch)
  - Oktavkoppeln: Super III/III, Super III/I, Sub III/III, Sub III/I (elektrisch)
- Spielhilfen:
  - Setzeranlage, Schwelltritt und programmierbares Registercrescendo (auch für Registranten)
  - Funkfernbedienung für die Tasten als Hilfe zum Stimmen der Zungenregister